# Hubert Suschka

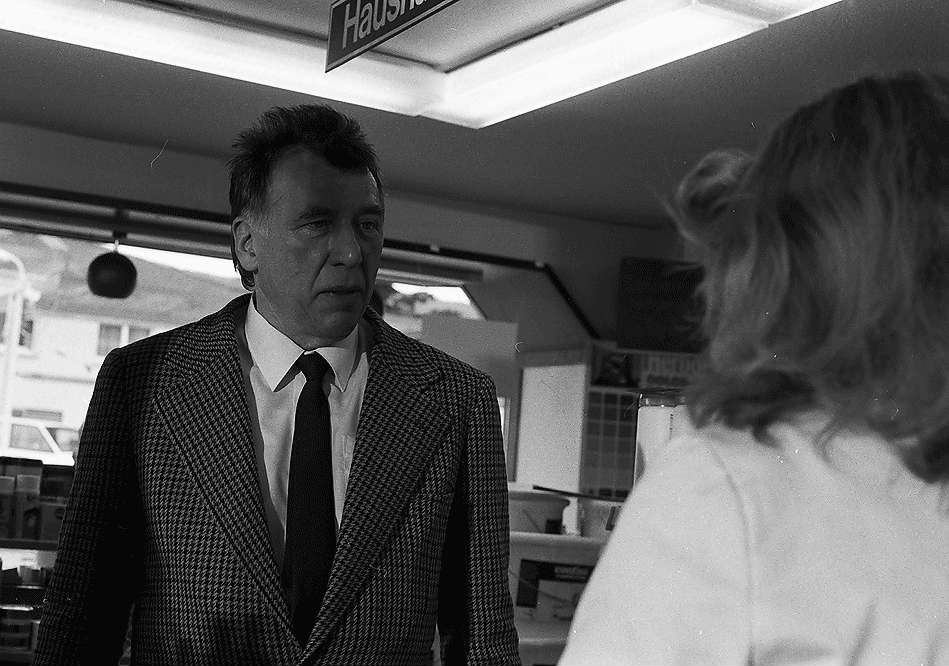
Hubert Suschka, 1981

Hubert Suschka (* 4. Juni 1925 in Breslau, Schlesien; † 5. Juli 1986 in Hamburg) war ein deutscher Schauspieler und Synchronsprecher.

## Leben
Suschka nahm von 1946 bis 1948 Schauspielunterricht an der Schauspielschule des Deutschen Theaters in Berlin bei Gerda Müller und Paul Bildt. Danach gehörte er zum Ensemble des Theaters. 1959 ging er in die Bundesrepublik.
Er war als Theaterschauspieler in Hamburg am Deutschen Schauspielhaus und am Ernst-Deutsch-Theater tätig, dazu an den Bühnen der Stadt Bielefeld, am Schauspielhaus Bochum, in Bad Hersfeld, am Bayerischen Staatsschauspiel, in Bregenz, Hannover, West-Berlin, am Rheinischen Landestheater Neuss und in Castrop-Rauxel. 1965 hatte er in Nemo taucht auf die Hauptrolle des Kapitäns Nemo. Weitere wichtige Rollen spielte er in der Durbridge-Verfilmung Melissa, in dem fünfteiligen dokumentarischen Fernsehfilm Bürgerkrieg in Rußland als Josef Stalin unter der Regie von Wolfgang Schleif sowie in Perrak (1970) unter der Regie von Alfred Vohrer. In der Krimiserie Sonderdezernat K1 hatte er von 1972 bis 1982 eine Hauptrolle und spielte in allen 23 Folgen den Ermittler Kurt Diekmann. Des Weiteren hatte er auch Auftritte in Krimiserien wie Dem Täter auf der Spur, Der Alte und Derrick.
Auch als Synchronsprecher war Suschka tätig, so sprach er in der Zeichentrickserie Captain Future den Bösewicht Kim Ivan, lieh Robert Stephens in dem Horrorfilm Der Todesschrei und in der Filmkomödie Die unglaubliche Reise in einem verrückten Flugzeug Leslie Nielsen seine Stimme.
Suschka war mit der Schauspielerin Hannelore Droege (* 1942) verheiratet. Nach einer Hüftgelenksoperation erlag er im Juli 1986 einer Lungenembolie.

## Filmografie (Auswahl)
- 1954: Das Stacheltier: Ein freier Mensch (Kurzfilm)
- 1955: Hotelboy Ed Martin
- 1956: Heimliche Ehen
- 1956: Das Stacheltier: Persil bleibt Persil (Kurzfilm)
- 1956: Der Hauptmann von Köln
- 1956: Johnny Belinda – Fernsehfilm
- 1957: Spielbank-Affäre
- 1958: Öl für Frisco – Fernsehfilm
- 1962: Antigone – Fernsehfilm
- 1964: Kennwort: Reiher
- 1964: Verdammt zur Sünde
- 1965: Nemo taucht auf – Fernsehfilm
- 1965: Die Chinesische Mauer – Fernsehfilm
- 1966: Woyzeck – Fernsehfilm
- 1966: Melissa
- 1966: Die Hinrichtung – Fernsehfilm
- 1967: Sie schreiben mit: Die rosa Bluse
- 1967/68: Bürgerkrieg in Rußland – fünfteiliger Fernsehfilm
- 1968: Affaire Dreyfus – Fernsehfilm
- 1969: Der Fall Liebknecht-Luxemburg – zweiteiliger Fernsehfilm
- 1969: Bitte recht freundlich, es wird geschossen – zweiteiliger Fernsehfilm
- 1968: Bübchen
- 1970: Peenemünde
- 1970: Perrak
- 1970: Der Polizeiminister
- 1971: Dem Täter auf der Spur – Folge: Tod am Steuer
- 1972–1982: Sonderdezernat K1 (Serie, 23 Folgen)
- 1977: Generale – Anatomie der Marneschlacht
- 1979: Was wären wir ohne uns
- 1979: Der Idiot im Hintergrund – Fernsehfilm
- 1979: Der Alte – Mordanschlag
- 1979: Der Alte – Teufelsbrut
- 1981: Derrick – Der Kanal
- 1983: Deutschlandlied
- 1985: Klassentreffen (Serie Es muß nicht immer Mord sein)
- 1985: Ein Fall für TKKG : Die Jagd nach den Millionendieben

## Hörspiele (Auswahl)
- 1955: Jan de Hartog: Schiff ohne Hafen (Amerikanischer Kapitänleutnant) – Regie: Lothar Dutombé (Hörspiel – Rundfunk der DDR)
- 1955: Lieselotte Gilles/Gerhard Düngel: Der Doktor der Armen (Apotheker) – Regie: Willi Porath (Hörspiel – Rundfunk der DDR)
- 1957: Horst Girra: Die gläserne Spinne – Regie: Werner Wieland (Rundfunk der DDR)